# Giovanni Battista Quadri
Giovanni Battista Quadri (Vicenza, 12 settembre 1780 – Napoli, 26 settembre 1851) è stato un oculista italiano.

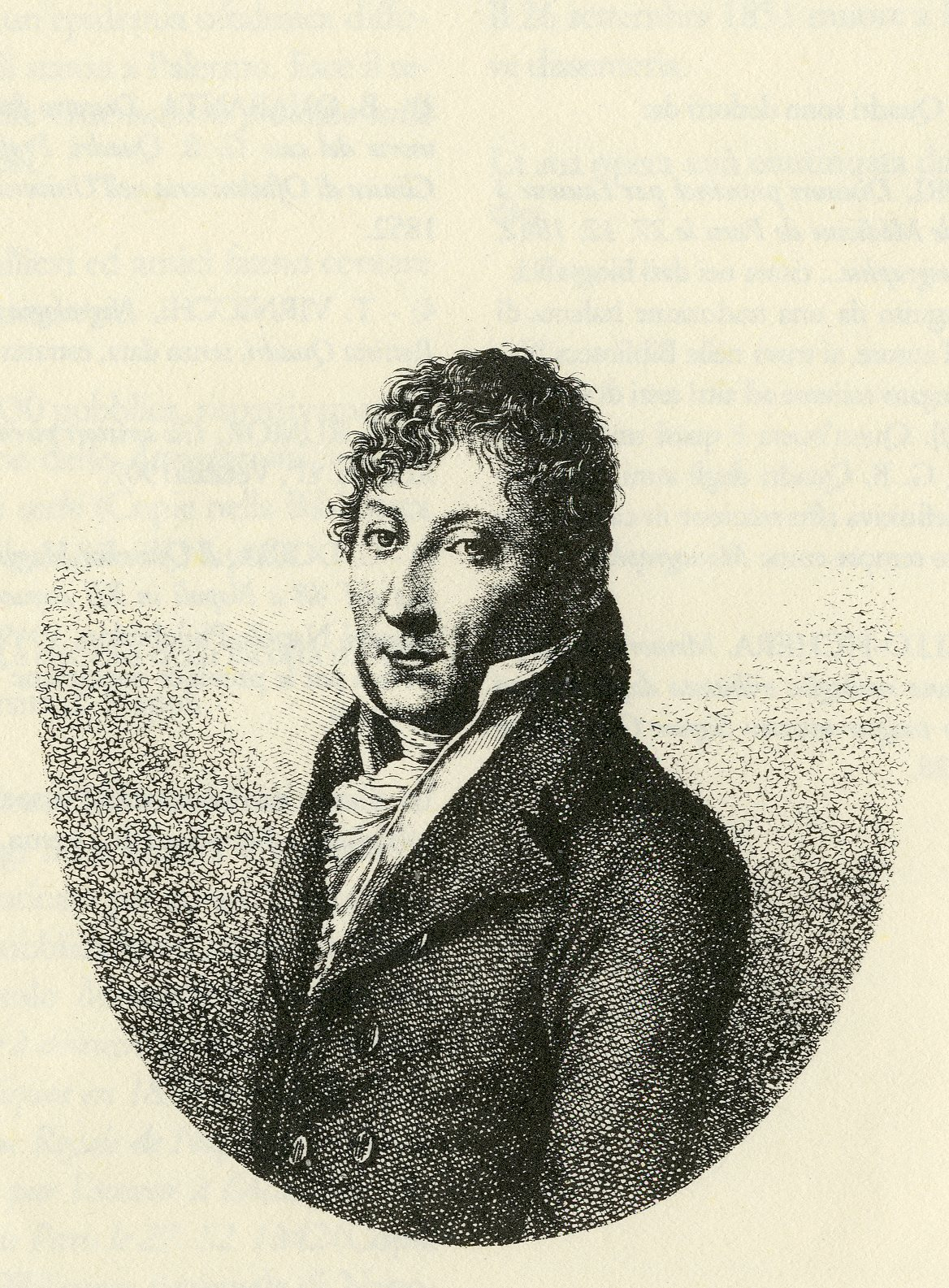
Giovanni Battista Quadri, ritratto del 1812

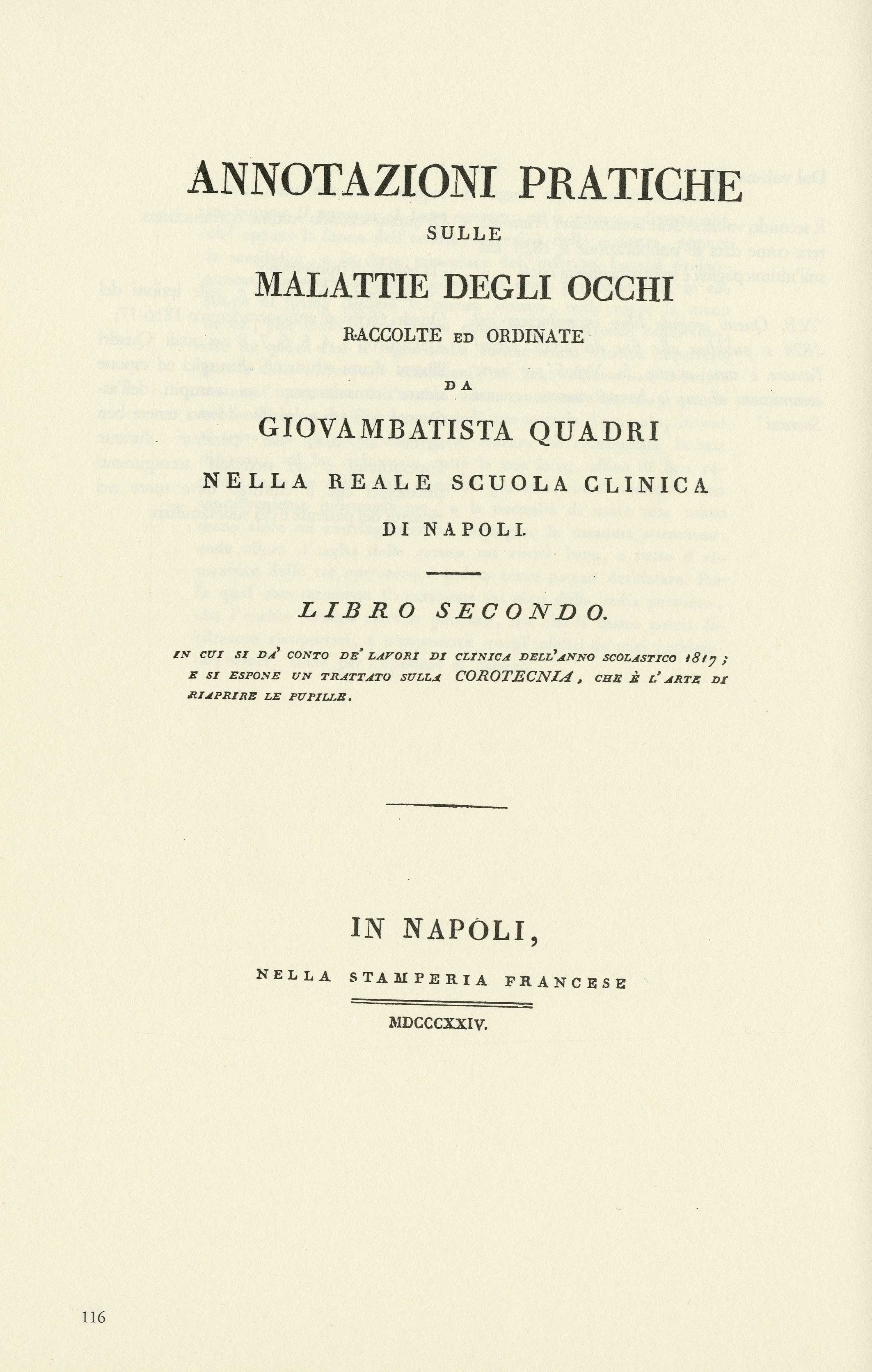
Annotazioni pratiche, volume II

Il suo nome è associato ad importanti contributi alla chirurgia oftalmica e in particolare a una tecnica innovativa di estrazione della cataratta, presentata all'Académie nationale de médecine di Parigi nel 1842, e alla formazione della pupilla artificiale, illustrata all'Accademia delle Scienze di Napoli nel 1848. Di primaria importanza fu il suo ruolo nella fondazione ed organizzazione presso l'Università di Napoli della Clinica di Oftalmiatria, collegata ad una scuola per l'inserimento dei ciechi nella vita normale. Dal 1840 è stato decano della Regia Facoltà di Medicina di Napoli. In seguito alla repressione conseguente ai moti rivoluzionari del 1848, venne allontanato dalla Clinica, ove fu reintegrato nel giugno del 1850. Morì l'anno successivo a Napoli in seguito ad una grave dissenteria. La sua opera di chirurgo oftalmico fu proseguita dal figlio Alessandro Quadri, anch'egli valente oculista.
"Quando il professore abbia cognizioni precise e teorie estese, e quando egli abbia praticato molte cure felici, e si abbia guadagnato favorevole opinione presso il pubblico, allora gli sarà più facile acquistarsi piena fiducia nell'animo dell'infermo, e de' parenti."
(Giovanni Battista Quadri, Annotazioni pratiche sulle malattie degli occhi, Libro II, Articolo VIII, par. 3)

## Biografia

### La giovinezza
Giovanni Battista Orazio Nicolò Quadri nacque il 12 settembre 1780 a Vicenza, da Domenico Quadri e Teresa Meneghi. Appassionato delle materie letterarie, della filosofia, delle belle arti e della musica, si distinse già dodicenne come improvvisatore di versi
. A sedici anni vennero pubblicati due sonetti ("I. Spande ovunque terror l'orrenda fronte" e "II Saggia colomba, che i celesti strali") nel Canzoniere per la monacazione di nobile donzella veneta in tre volumi, dedicato al Patriarca di Venezia, dato alle stampe nel 1796 da un poeta arcade con lo pseudonimo di Gerildo Cariside; nell'opera erano presenti anche i versi di Ugo Foscolo, di Vincenzo Monti, di Iacopo Vittorelli e di Ippolito Pindemonte. Il Quadri esprimeva nei versi, dedicati alla nobildonna Maria Toderini, in procinto di entrare in un convento di clausura, la preoccupazione per la discesa dei francesi, capeggiati dall'allora giovane condottiero Napoleone Bonaparte, tanto da auspicare una sospirata pace, che vedeva perorata proprio dalle preghiere della nobile vergine. Nel corso della sua formazione Giovanni Battista Quadri fu allievo del Monti, che ottenne a Pavia la cattedra in eloquenza nel 1802, e raggiunse anche una straordinaria perizia nel disegno, che si rivelerà molto utile nella sua carriera di scienziato, consentendogli di corredare con illustrazioni tracciate di proprio pugno i trattati di chirurgia oculare.

### Gli studi universitari e i primi incarichi di insegnamento (1802-1814)

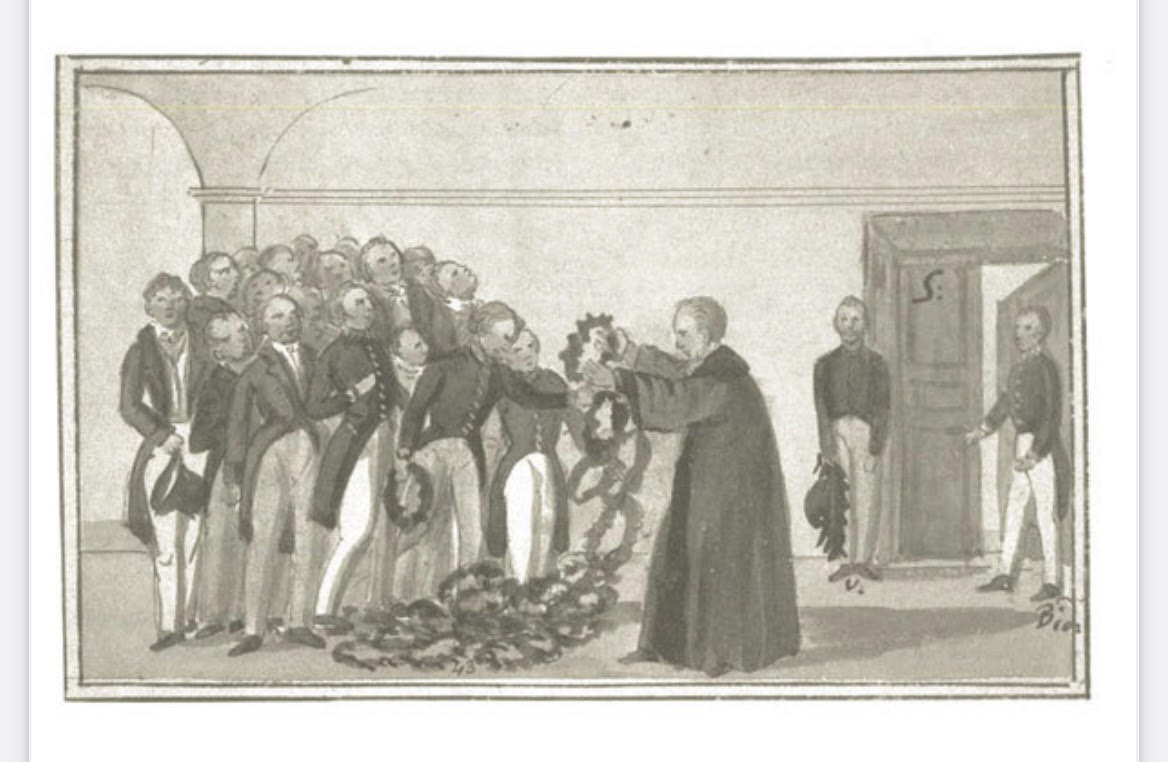
Acquerello dipinto da Quadri che illustra il conferimento della laurea a dei cittadini.

L'esatta cronologia degli studi universitari del Quadri non è ben nota. Dalle documentazioni dell'epoca risulta che si fosse laureato in Medicina all'Università di Pavia, ma anche che avesse studiato a Bologna Scienze naturali e Medicina. Spinto dal desiderio di compiere ricerche sulle scienze naturali, in particolare per la classificazione delle piante e di alcuni minerali, intraprese, con gli scarsi mezzi di cui poteva disporre, un viaggio a piedi percorrendo gran parte dell'Italia e parte della Svizzera.
Conseguì successivamente la laurea in Chirurgia all'Università di Padova, dove fu uno dei migliori allievi di Giovanni Battista Morgagni e fu successivamente nominato professore di Chimica Nel 1805 venne chiamato alla cattedra di Anatomia e Chirurgia all'Università di Bologna, nella quale insegnò per nove anni.Nel 1807 pubblicò a Bassano del Grappa una Guida per gli studiosi dell'arte di ostetricia. Nello stesso anno pubblicò a Milano una monografia su una specie sconosciuta di fungo velenoso scoperta in Toscana, a Vallombrosa, dal titolo Notizia intorno a una specie di fungo velenoso, corredata da un minuzioso disegno e da una dettagliata descrizione. Contemporaneamente iniziò ad operare agli occhi col metodo appreso dal suo maestro Antonio Scarpa, autore di un Saggio di osservazioni sulle malattie degli occhi e fautore del metodo della depressione della cataratta. Il fallimento dei primi tre interventi di cataratta praticati secondo la tecnica di Scarpa lo spinsero a recarsi a Vienna per apprendere il metodo praticato da Georg Joseph Beer e a far pratica con lui. Al suo ritorno andò crescendo il numero delle persone che volevano farsi operare agli occhi dal giovane chirurgo.
A Firenze sperimentò per la prima volta la corotecnica, un intervento innovativo sul segmento anteriore dell'occhio; queste ricerche contribuirono alla diffusione della fama internazionale del Quadri.

### Il periodo napoletano (1812-1851)
Nell'ottobre 1814 il Quadri si trasferì a Napoli, all'Ospedale della Pace, invitato dal conte Zurlo, ministro dell'interno del re di Napoli Gioacchino Murat. Dopo soli due mesi gli fu affidata la cattedra di Oftalmiatria con sede nell'Ospedale degli Incurabili di Napoli.

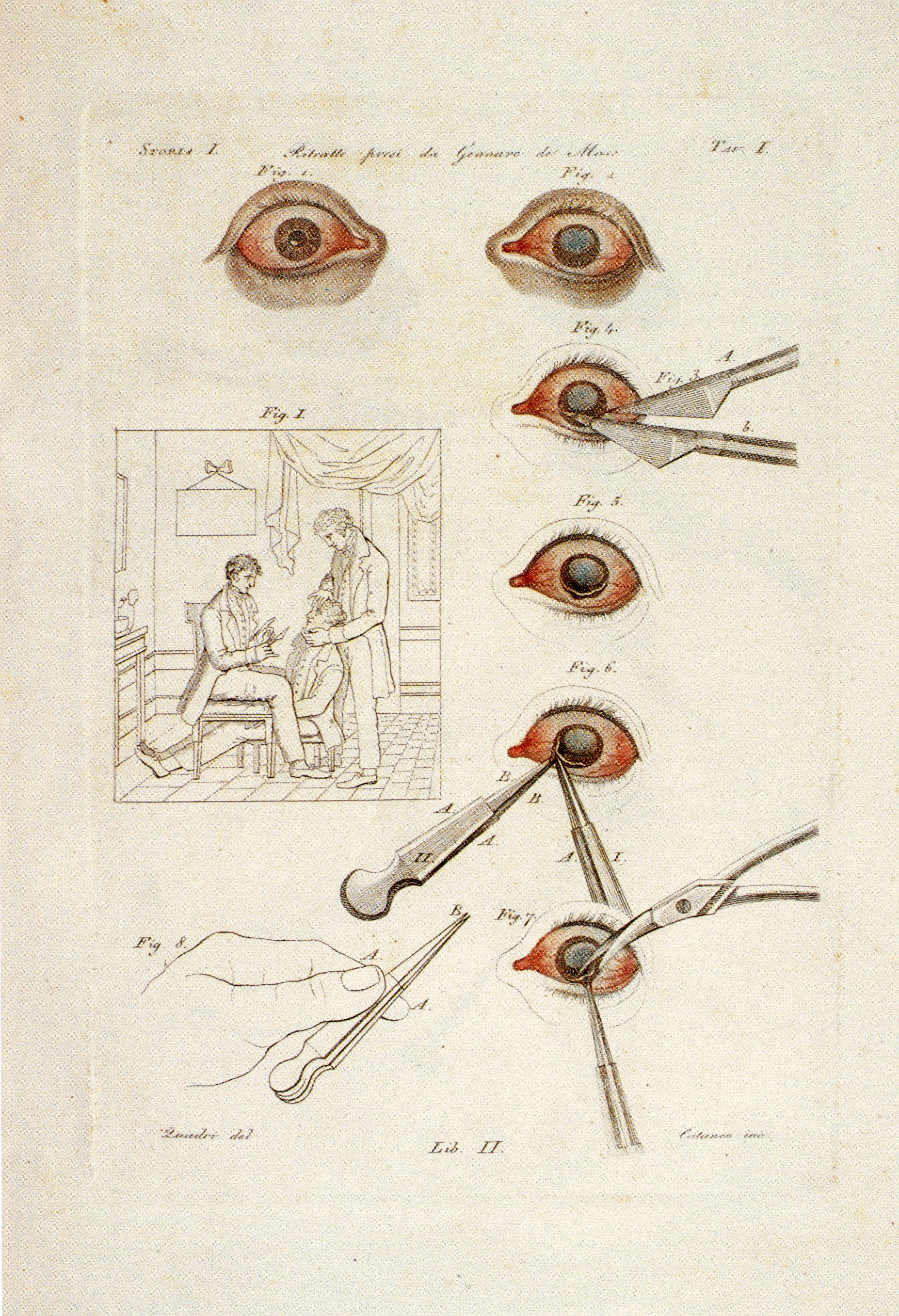
Intervento di ectomia

Il successivo traguardo professionale si realizzò il 13 marzo del 1815, con l'inaugurazione sempre a Napoli del primo reparto di Clinica Oculistica in Italia (Clinica Reale di Oftalmiatria), di cui gli fu affidata la direzione, incarico in cui profuse tutte le energie fino alla morte nel 1851. All'Istituto, che in breve tempo divenne un punto di riferimento per tutta l'Italia meridionale, era collegata una scuola volta ad inserire i ciechi nella vita normale, sul modello di quella esistente a Parigi. Nel 1818 l'Imperatore d'Austria Francesco I chiese una relazione sull'Ordinamento della Clinica, intendendo realizzarne una simile a Vienna, che effettivamente venne istituita l'anno successivo, sotto la direzione del prof. Georg Joseph Beer, che era stato maestro del Quadri.
Negli anni successivi, la fama del Quadri si estese a livello internazionale, tanto che giungevano pazienti provenienti dall'Inghilterra, dalla Russia, dalla Polonia, dalla Spagna, dall'Egitto e, perfino, dall'America; numerosi chirurghi venivano a Napoli ad assistere ai suoi interventi e gli allievi della Clinica operavano con successo in tutta Italia e all'estero.
La sua attività presso la Clinica di Oftalmiatria può essere ben conosciuta grazie ai volumi delle Annotazioni pratiche sulle malattie degli occhi, che scrisse negli anni dal 1818 al 1830, in cui sono descritte tutte le tappe della sua attività professionale: la costituzione del primo reparto, il gabinetto di patologia, le diete per gli ammalati, il registro in cui venivano puntualmente riportati i pazienti curati e gli interventi effettuati, la costituzione della biblioteca di oculistica, una delle più fornite del tempo. Nel 1818 pubblicò il primo volume del trattato ed una monografia su La cura del gozzo. Nello stesso anno venne nominato Chirurgo capo dell'Ospedale Militare di Napoli. Nel 1825 diede alle stampe il secondo volume delle Annotazioni pratiche sulle malattie degli occhi.

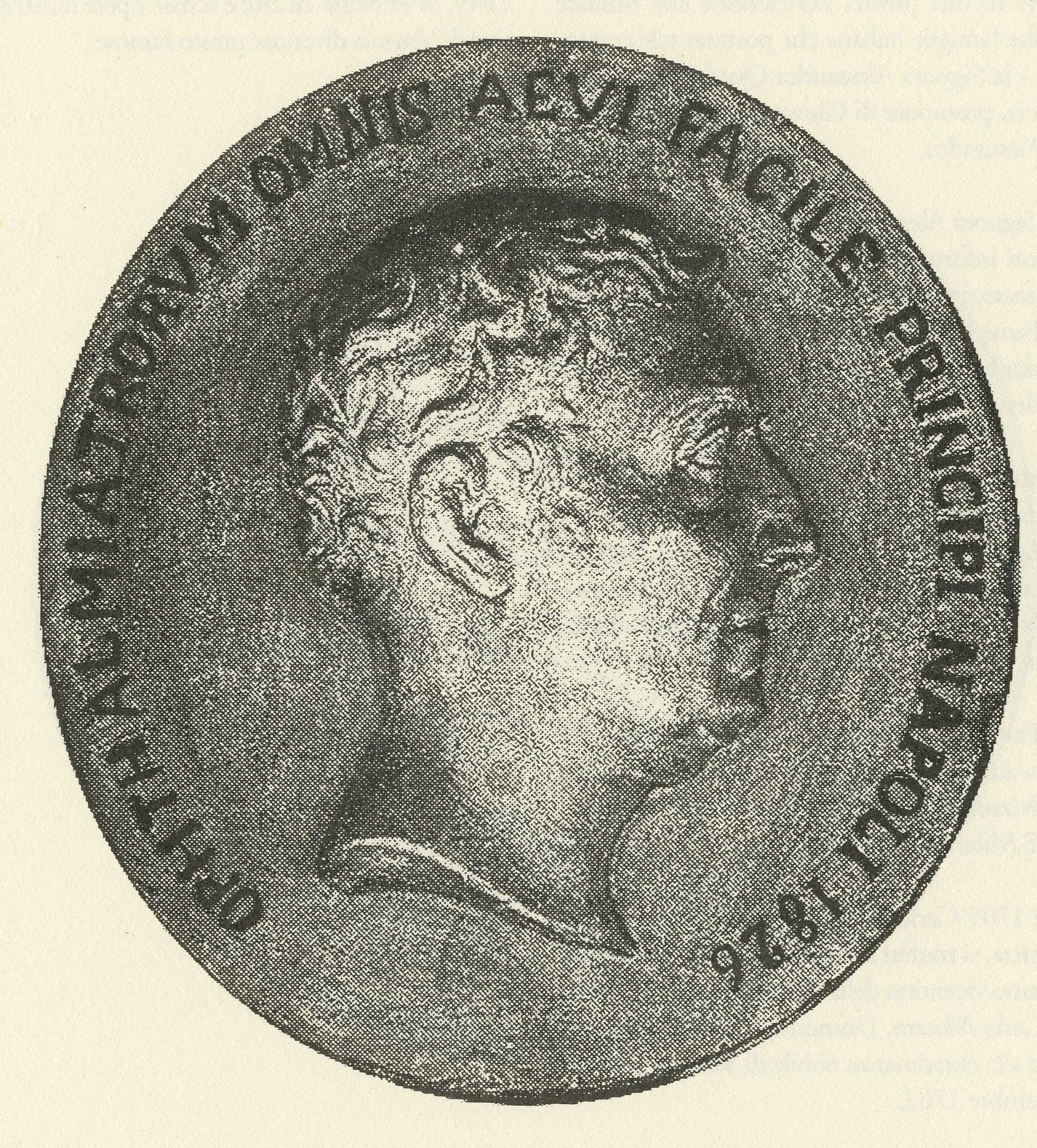
Medaglia tributata a G.B. Quadri dai suoi allievi nel 1826

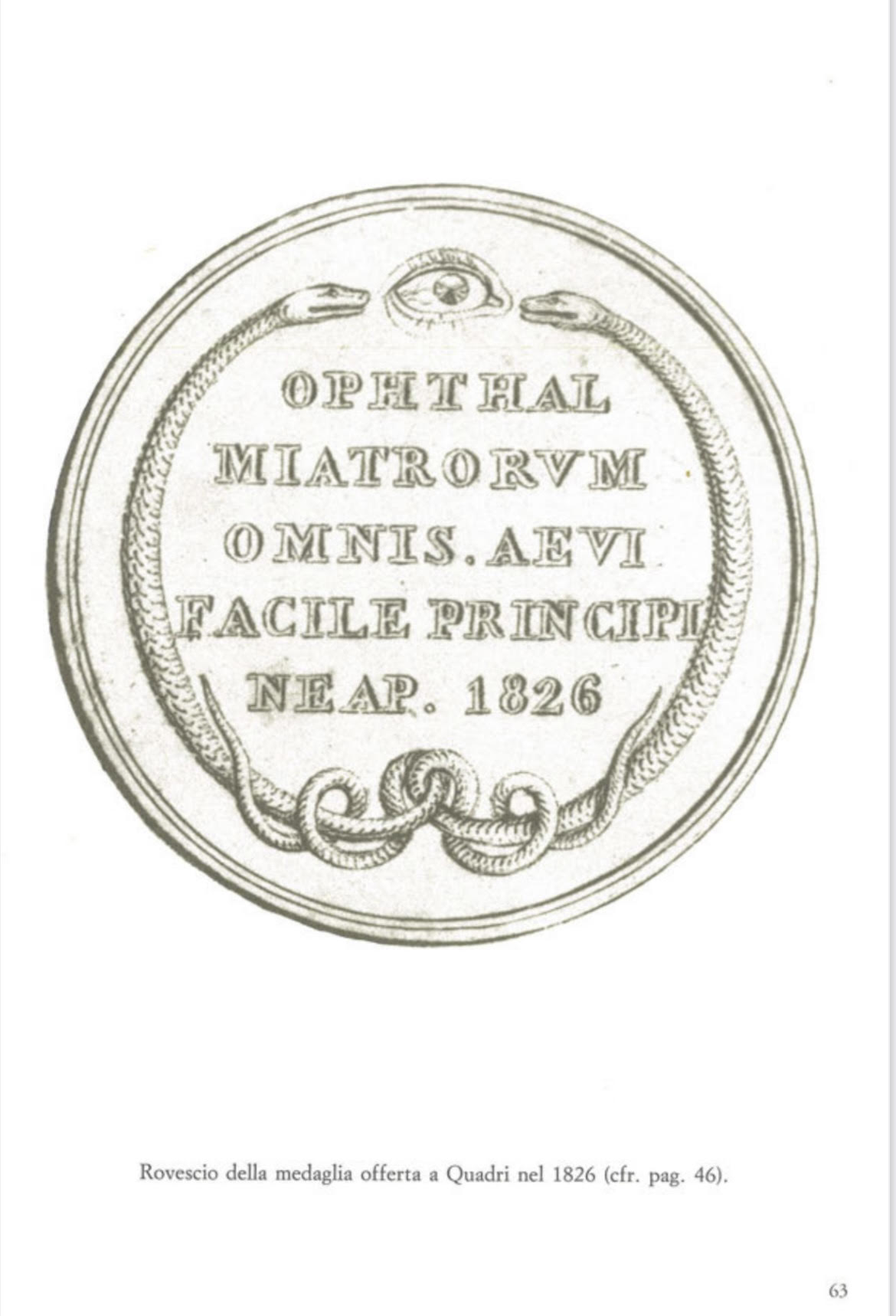
Retro della medaglia di Giovanni Battista Quadri

Per la cura della cataratta, allora definita ecraxiologia, giunse alla determinazione di sostituire la tecnica della reclinatio lentis fino ad allora in voga con l'estrazione attraverso la sclerotica (tecnica attualmente conosciuta col nome di lensectomia via pars plana). Gli interventi venivano eseguiti senza anestesia, attraverso modalità minuziosamente descritte, "con operatore ed operando seduti l'uno contro l'altro, essendo l'operando immobilizzato in parte dallo stesso sgabello dell'operatore sotto del quale sono immobilizzate le gambe, ed in parte dall'assistente che gli è dietro le spalle e che gli tiene la testa cercando di non farla allontanare dall'operatore, che si trova in una posizione più elevata dell'operando, la cui testa corrisponde all'altezza della clavicola dell'operatore”. Quadri veniva chiamato anche in altre sedi ad eseguire interventi chirurgici e portò l'Oftalmologia napoletana ai massimi livelli in Italia ed in Europa.
Il terzo volume delle Annotazioni, pubblicato nel 1827, si riferisce all'attività della Clinica dal 5 novembre 1817 al 4 novembre 1818; sono particolarmente degne di nota le descrizioni della tecnica di abbassamento laterale della cataratta. Nel quarto volume, uscito nel 1830, sono riportati i risultati degli interventi di corotecnia e per cataratta effettuati dal 5 novembre 1818 al 4 novembre 1819, per la maggior parte con esito soddisfacente. Nel 1838 inventò un nuovo metodo per eliminare la cataratta: la tecnica della doppia depressione; nel 1842 fu invitato all'Accademia Reale di Medicina di Parigi ad illustrare la nuova metodica da lui ideata e praticata. Il discorso fu oggetto di pubblicazione a Parigi nel 1845. Dal 1840 al 1850 fu decano della facoltà di Medicina della Regia Università di Napoli. Nel 1848 lesse una prolusione all'Accademia delle Scienze di Napoli, che fu pubblicato con il titolo di Memoria sopra un nuovo istrumento inventato ed usato per fermare con maggior facilità la pupilla artificiale. Il 26 settembre del 1851 morì a Napoli in seguito ad una grave dissenteria. . Il figlio Alessandro, anch'egli valente oculista, nel visitare le più importanti cliniche oculistiche in Italia e all'estero rimase negativamente impressionato dai livelli assistenziali presenti in buona parte di questi centri rinomati, in confronto a quelli raggiunti a Napoli sotto la direzione del padre.

## Creazione e direzione della Clinica Oftalmica

### Contesto storico della nascita della Clinica

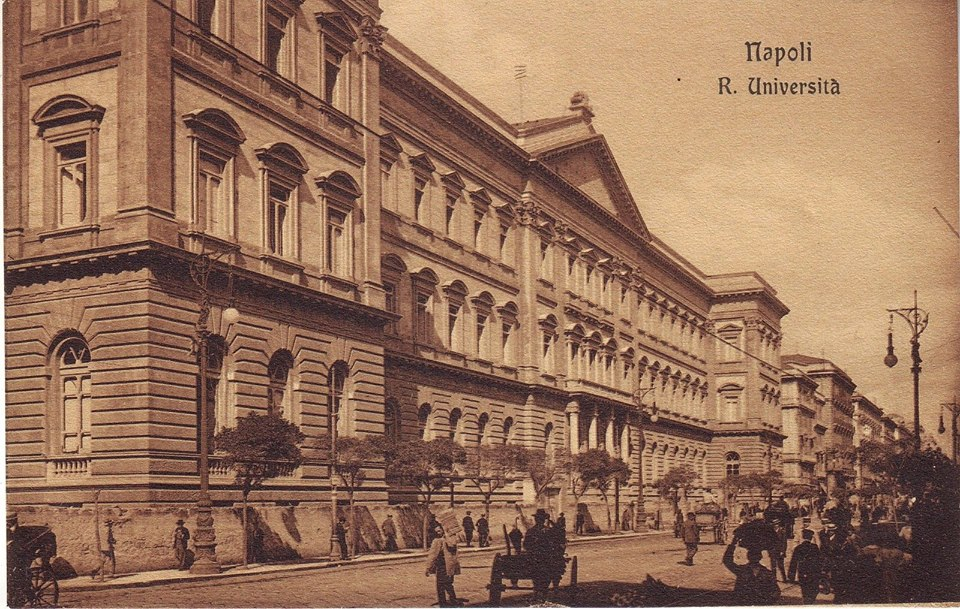
"Napoli - Regia Università" al Corso Umberto I. Cartolina.

Nel 1806 iniziò l'epopea napoleonica con la discesa di Giuseppe Bonaparte, cui successe dopo due anni di permanenza Gioacchino Murat. L'Illuminismo riformista importato dalla Francia aveva aperto la strada al concetto di Sanità Pubblica, sostenuta e diretta dallo Stato, che rappresentava l'unica istituzione in grado di assicurare la tutela della salute, l'igiene delle comunità e delle stesse città, di emanare adeguati provvedimenti in caso di calamità o di pestilenze
. Nel 1806 fu istituito dal nuovo governo il Ministero dell'Interno, cui venne attribuito il controllo sull'istruzione e sugli stabilimenti di beneficenza e che avrebbe condotto gli ospedali dell'epoca da una gestione privata, alimentata da lasciti e donazioni, ad un ambito istituzionale. Nel decennio di governo francese gli istituti di beneficenza furono iscritti nel lungo elenco dei creditori dello stato. All'epoca la durata dei corsi universitari variava nei singoli stati e, spesso, perfino nei diversi atenei di un singolo stato. In media erano necessari quattro o cinque anni per ottenere la laurea in medicina. L'Università di Napoli fu la prima in Italia a regolarizzare i suoi studi medici con la legge “de Medicis”, emanata intorno al 1241 da Federico II di Svevia. In base a questa disposizione, venivano resi obbligatori per i chirurghi gli studi sull'anatomia umana, senza i quali non si potevano neanche prescrivere cure. Nei secoli successivi fiorirono ricerche e studi anatomici, effettuati spesso sui cadaveri dei condannati, messi a disposizione degli studenti. Nel 1777 fu istituita presso l'Ospedale degli Incurabili una scuola di scienze chirurgiche ed anatomiche e furono proposte nuove regole per gli studenti di Medicina. Per sostenere gli esami di laurea era necessario superare gli esami di pratica di chirurgia, di ostetricia, delle malattie degli occhi e della vescica. Nello stesso anno furono istituite le cattedre di chirurgia e di ostetricia e due anni dopo, nel 1779, quella di vescica orinaria e di malattie degli occhi. Il 1779 rappresenta in effetti una data storica per l'oculistica campana ed italiana, per la nascita del primo insegnamento di Oculistica in Italia, che venne affidato a Michele Troja. La nascita della Clinica Oftalmica avveniva nell'ottobre del 1814, in questo contesto storico di grandi mutamenti, ma anche con tutte le difficoltà di ordine economico e burocratico legate al reperimento dei fondi necessari, all'organizzazione del lavoro e dello staff operativo.

### L'impegno nell'organizzazione della Clinica Oftalmica
Negli anni della direzione della Clinica Oftalmica il Quadri rivestì anche un importante ruolo di manager e di amministratore, in un momento cruciale per la storia del Mezzogiorno e della Sanità. Il Quadri era uomo ligio al proprio lavoro, ma pronto a battersi per difendere i diritti degli ammalati e a sfidare gli amministratori che rimanevano sordi alle sue richieste, insensibili verso la sofferenza dei ricoverati; si mostrava nello stesso tempo ambizioso e sicuro della sua preparazione, pronto alla sfida nel confronto culturale e professionale, studioso stimato, ma anche temuto e, in alcuni casi, osteggiato.
Nell'Ospedale napoletano della Pace furono riservate per l'assistenza oftalmologica 12 posti letto per i casi più gravi bisognevoli di ricovero (oftalmici clinici). Venivano inoltre curati gli oftalmici ambulanti, che afferivano in day hospital e si sottoponevano a cure mediche, in genere a base di colliri e di pomate fornite dall'ospedale. Nel primo mese di attività, dal 15 ottobre al 15 novembre 1814, furono sottoposti ad intervento con successo 28 militari e 29 civili. L'Intendenza della Provincia di Napoli invitò i parroci ad informare i pazienti bisognosi di cure oftalmiche della possibilità di afferire alla struttura ospedaliera tutti i giorni in tarda mattinata. Ai pazienti provvisti della fede di povertà, rilasciata dal parroco, le cure erano erogate a titolo totalmente gratuito. Il medico vicentino redigeva personalmente delle tabelle dettagliate in cui venivano riportate le generalità dell'ammalato, la diagnosi, la classe sociale di appartenenza, civile o militare, il sesso e l'esito dell'operazione.
Per lasciare un segno tangibile ed obiettivo dei risultati ottenuti dai suoi interventi, volle l'Istituzione di un'apposita Commissione, chiamata a valutare il suo lavoro, composta dai professori Angelo Boccanera, Leonardo Santoro e Giuseppe Antonucci; furono presi in esame tredici pazienti, risultati in stato di cecità, che, grazie alle cure del Quadri, riacquistarono la vista. La fama del Professore Quadri, soprattutto nella cura della cataratta e nell'impianto di pupille artificiali, si estese in poco tempo in tutto il Regno, tanto da indurre il Sotto-intendente del Distretto di Napoli a richiedere al Ministero dell'Interno l'istituzione di una cattedra di Oftalmia presso l'Università di Napoli, utile anche alla formazione dei giovani del Collegio Medico Cerusico. Il 1º dicembre 1814 gli veniva affidato l'incarico di responsabile della prima scuola di Oftalmia a Napoli, con sede nell'Ospedale degli Incurabili..

### Le difficoltà economiche e gestionali
La fiducia verso il medico vicentino, i crescenti bisogni della popolazione e l'appoggio delle Istituzioni sembravano suggellare un suo stabile inserimento nell'Ateneo e nel tessuto sociale partenopeo. Con la caduta del dominio francese nel febbraio 1815 ed il ritorno della Casa di Borbone, il Quadri fu riconfermato alla guida dell'Istituto di Oftalmometria il 25 luglio 1815.
Ben presto, però, la difficile congiuntura economica ebbe ripercussioni anche sulle spese determinate dal nuovo reparto di Quadri, nonostante il Ministero dell'Interno si fosse impegnato a coprire i costi. L'attività della clinica procedeva alacremente, ma richiedeva continue risorse finanziarie. Mentre per la cura dei militari i rimborsi venivano effettuati dai Corpi di appartenenza e dalla Reale Casa degli Invalidi, per i poveri non si riusciva a riferirsi ad interlocutori istituzionali certi: dopo un primo pagamento relativo ai poveri operati fino al marzo 1815, la Municipalità di Napoli bloccò i rimborsi, contestando la veridicità delle fedi di povertà rilasciate dai parroci, ma non controfirmate dai sindaci.
Il Quadri intraprese una battaglia contro l'assurda burocrazia che metteva in dubbio lo stato sociale dei pazienti e bloccava i pagamenti, ma, a causa delle difficoltà a far fronte alle spese, il Ministero dell'Interno finì per interrompere le prestazioni nel campo oftalmico. Successivamente le sorti della Clinica furono affidate ad una Commissione della Pubblica Istruzione presieduta da Ludovico Loffredo, principe di Cardito, che subordinò la sua riorganizzazione alla compilazione di quattro tabelle (personale, oggetti a disposizione, spazi, fondi assegnati), subito approntate dal Quadri e accompagnate da una relazione esplicativa. Il personale era composto dal Direttore, da un assistente, un economo, un commesso e da due infermieri. Gli oggetti della Clinica consistevano in suppellettili, letti, mobili, alcuni libri e ferri chirurgici. Gli spazi erano composti da un teatro anatomico, dove si svolgevano le lezioni e le dimostrazioni, dall'alloggio dell'economo e quello del direttore, sottoposto a tre stanze per laboratorio anatomico; al piano inferiore c'erano tre stanze riservate agli infermi e la cucina.
Il Quadri denunciò a più riprese le difficoltà ad organizzare il laboratorio anatomico e a reperire le cere ed i cadaveri necessari per le dimostrazioni; la situazione peggiorò ulteriormente in occasione dello scoppio della peste di Noja nel 1816. Nel gennaio del 1816 il Quadri, per risolvere l'ormai annoso problema della sala settoria, presentò un progetto per un gabinetto anatomico unico, che doveva essere al servizio di tutte le cliniche, annesso ad una biblioteca ben fornita ed aggiornata e dotato di un microscopio e di tutto l'occorrente. Il 12 marzo 1816, in base alla revisione dell'insegnamento della Medicina, il numero delle cliniche fu portato da 9 a 14. Per ciascuna delle quattro cliniche degli Incurabili (Medica, Chirurgica, Ostetrica, Oftalmica) era previsto un numero massimo di 12 ammalati e la costituzione di un gabinetto anatomico unico, come proposto dal Quadri.

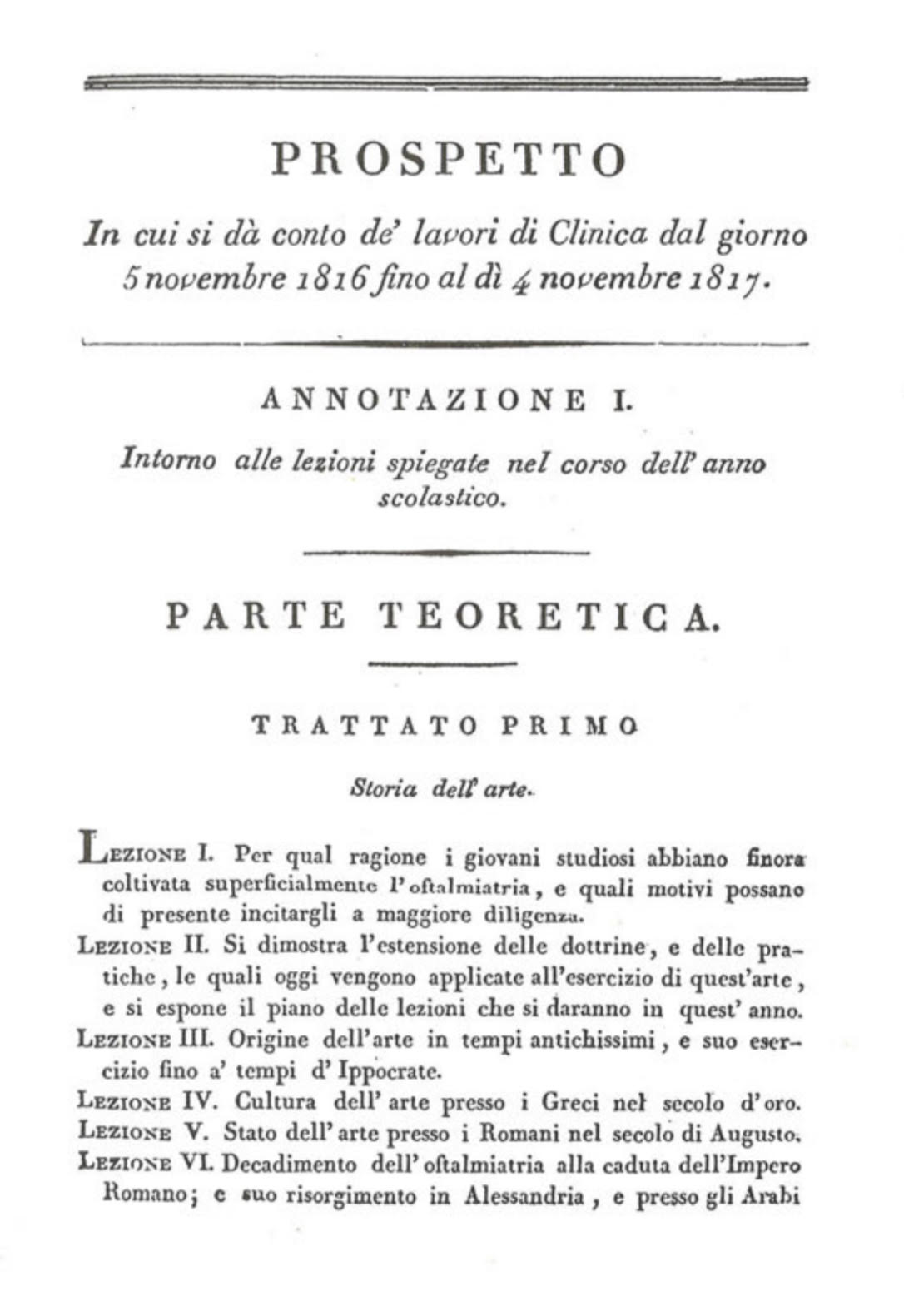
Primo volume delle Annotazioni

Nel Discorso preliminare del primo volume delle Annotazioni, il Quadri osservava che l'organizzazione in Cliniche, affidata ai direttori, avrebbe favorito la sperimentazione e l'osservazione delle malattie, mentre le grandi strutture, di difficile gestione, finivano per diventare di fatto ospizi destinati al soccorso dei poveri, piuttosto che luoghi adatti all'apprendimento dei progressi della medicina. Per quanto concerne i rapporti interni all'équipe medica il professore enunciava nei suoi scritti precise norme di organizzazione, sottolineando il ruolo decisionale esclusivo della figura apicale: "…deve essere solo il Direttore a comandare e solo di Lui devono eseguirsi le ingiunzioni e gli ammaestramenti. Non deve mancare, inoltre, nell'Istituto un Professore aggiunto che possa all'occorrenza sostituire il Direttore nella persona, ma non nelle idee, le quali devono essere impartite con dettami intransigenti e attuabili sotto ogni rapporto. Parimenti la condotta degli assistenti di nomina annuale è strettamente fiduciaria del Direttore". Il Regolamento generale prevedeva, inoltre, la chiusura delle cliniche da maggio a novembre. Il Quadri tentò per alcuni anni di aggirare tale divieto, richiedendo fondi aggiuntivi per il vitto e l'alloggio di un numero minimo di malati per il periodo estivo, ma alla fine dovette uniformarsi alle regole.
La carenza di fondi fu una costante per tutti gli anni di attività della clinica e non consentì l'espletamento di lavori di ristrutturazione dei locali, più volte richiesti. Anzi, nel 1819 i posti letto risultavano ridotti da 12 a 5; soltanto nel 1834, al fine di garantire l'istruzione dei giovani e la cura dei pazienti poveri, il Quadri ottenne il ripristino dei 12 letti originari. Nonostante il suo costante impegno nella conduzione della clinica e i successi riportati nell'attività chirurgica, il professore ebbe anche delle critiche sulle tecniche operatorie sperimentate. Pertanto, nel 1835 sollecitò l'istituzione di una Commissione per la valutazione scientifica dei 21 anni di attività svolta nel Regno, da rapportare ai risultati riportati da altri prestigiosi centri italiani e stranieri. Una eventuale valutazione negativa avrebbe richiesto una revisione critica delle metodiche utilizzate ed uno sforzo per il loro miglioramento; viceversa, in caso di parere positivo, i risultati sarebbero stati resi pubblici, per il giusto riconoscimento dell'opera svolta. Il Quadri può essere considerato, al riguardo, un antesignano delle certificazioni di qualità delle procedure sanitarie.

### L'attività in qualità di Decano della Facoltà di Medicina
Nel decennio a partire dal 1840 il Quadri fu nominato decano della Facoltà di Medicina dell'Ateneo napoletano. In questo periodo risultava costantemente in polemica con l'amministrazione ed in particolare con il potente cancelliere della Regia Università don Michele Fabiani, sempre restìo a sostenere economicamente la Clinica e ad approvare i provvedimenti necessari al suo funzionamento.. Le tribolazioni economiche di quegli anni ed il clima di servilismo che si era affermato all'interno dell'Università, a scapito della professionalità, furono illustrati dal Quadri in una serie di 15 acquerelli, corredati da relative didascalie. Nonostante le difficoltà economiche e organizzative, il Quadri si sforzava di conferire ai suoi allievi una professionalità, che era riconosciuta in patria e all'estero, tanto che la sua Clinica costituì un esempio per altre città. Nel 1841 il Granduca di Toscana ne fondò una simile a Firenze; il Re delle Due Sicilie ne aprì una a Palermo e l'altra a Catania, affidandone la direzione a due allievi del Quadri, Pollara e Mascari. Nel 1842 fu invitato all'Accademia Reale di Parigi ad illustrare il metodo della doppia depressione da lui inventato ed utilizzato per la cura della cataratta. La relazione venne molto apprezzata e data alle stampe a Parigi nel 1845 (copia conservata nella Biblioteca nazionale di Napoli). Nel 1848 lesse all'Accademia delle Scienze di Napoli la Memoria sopra un nuovo istrumento inventato ed usato per fermare con maggiore facilità la pupilla artificiale (Copia nella Biblioteca dell'Accademia Pontaniana di Napoli).

### Gli ultimi anni

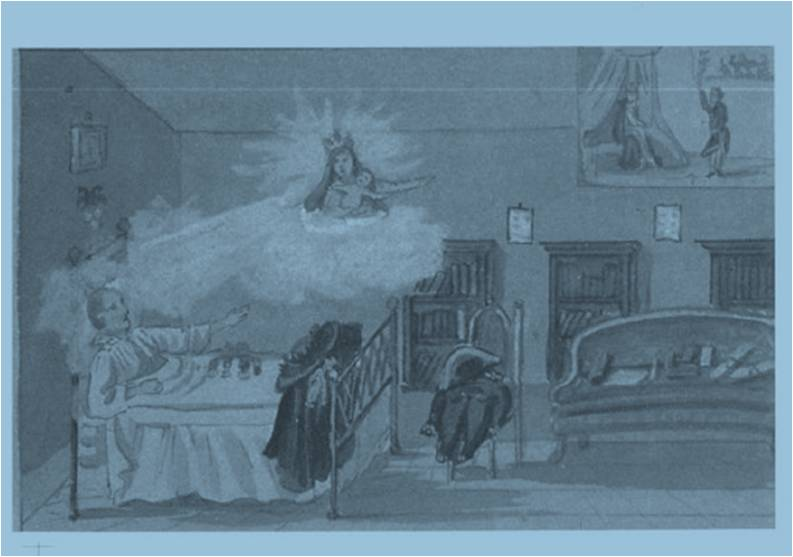
Per grazia ricevuta, Acquerello di G.B. Quadri riferito alla notte del 22 maggio 1850

All'inizio del 1848 si svilupparono nel Popolo delle Due Sicilie, insurrezioni popolari, che dai moti di Palermo del 12 gennaio, si diffusero in tutto il Regno e portarono il 29 gennaio alla concessione della Costituzione da parte del re Ferdinando II. Il 15 maggio dello stesso anno, giorno fissato per l'apertura del parlamento, scoppiava a Napoli la rivoluzione, con formazione di barricate in tutta la città. Gli episodi salienti della giornata furono riportati dal Quadri in una serie di 15 acquerelli. Con la repressione conseguente ai moti rivoluzionari, il Quadri venne destituito dall'insegnamento e dalla direzione della Clinica oftalmica.
Approfittando del clima di restaurazione politica, assieme ad altri illustri docenti, quali Vincenzo Lanza, fu ingiustamente accusato di simpatie liberali e rivoluzionarie da alcuni suoi detrattori, che miravano ad assumere il potere all'interno dell'Università. Nel giugno 1850, grazie anche all'intervento di Antonio Scarpa, che era stato suo maestro, il Quadri venne reintegrato nella direzione della Clinica.
Negli ultimi anni, nonostante le amarezze e le incomprensioni, la sua fama di valente oculista non venne offuscata. Alla sua morte, il 26 settembre 1851, le celebrazioni funebri videro una commossa partecipazione del popolo e l'unanime riconoscimento della sua opera da parte dei notabili. Il figlio Alessandro curò la trascrizione e la pubblicazione postuma delle Lezioni di oftalmologia redatte ed annotate per Alessandro Quadri, un manuale per la diagnosi ed il trattamento delle più comune affezioni oculari.

## Intitolazioni
A Giovanni Battista Quadri sono stati intitolati:
- "Liceo G.B. Quadri di Vicenza"[61]
- "Via Giovanni Battista Quadri a Vicenza"[62]

## Opere principali
- "Guida per gli studiosi dell'arte ostetricia" (Bassano del Grappa, Baseggio, 1807)
- "Notizia intorno a una specie di fungo velenoso" (Milano, 1807)
- "Annotazioni pratiche sulle malattie degli occhi" (Girard, Napoli, 1818, vol. I)
- "Annotazioni pratiche sulle malattie degli occhi" (Girard, Napoli, 1824, vol. II)
- "Trattato sulla pupilla artificiale" (Stamperia francese, 1824)
- "Annotazioni pratiche sulle malattie degli occhi" (Girard, Napoli, 1827, vol. III)
- "Annotazioni pratiche sulle malattie degli occhi" (Girard, Napoli, 1830, vol. IV)
- "Monographie de la double dépression destinée à détruire la cataracte. Méthode inventée a pratiquée en 1838 par G. B. Quadri dans la Clinique Royale de Naples precédée du discours prononcé par l'auteur à l'Académie Royale de Médicine de Paris le 27.12.1842" (Paris, 1845)
- "Lezioni di oftalmiatria redatte ed annotate per Alessandro Quadri" (Napoli, Minerva, 1846)
- "Memoria sopra un nuovo istrumento inventato ed usato per fermare con maggior facilità la pupilla artificiale" (Napoli, 1848)